# Episodi de I miei peggiori amici
La prima e unica stagione della serie televisiva I miei peggiori amici è stata trasmessa in prima visione assoluta negli Stati Uniti da CBS dal 31 marzo al 26 maggio 2014.
In Italia la stagione è stata trasmessa in prima visione satellitare da Fox Comedy, canale a pagamento della piattaforma Sky, dal 3 novembre al 15 dicembre 2014.
| nº | Titolo originale      | Titolo italiano           | Prima TV USA      | Prima TV Italia  |
| -- | --------------------- | ------------------------- | ----------------- | ---------------- |
| 1  | Pilot                 | Appuntamento al buio      | 31 marzo 2014     | 3 novembre 2014  |
| 2  | Window Pain           | Una nuova vita            | 14 aprile 2014    | 3 novembre 2014  |
| 3  | Game Sex Match        | Il matrimonio dei sogni   | 21 aprile 2014    | 10 novembre 2014 |
| 4  | Pros and Cons         | Il prostituto             | 28 aprile 2014    | 10 novembre 2014 |
| 5  | The Bicycle Thieves   | Poliziotti per caso       | 5 maggio 2014     | 17 novembre 2014 |
| 6  | Yummy Mummy           | La guerra dei video porno | 12 maggio 2014    | 17 novembre 2014 |
| 7  | Cyrano de Trainer-Zac | Maestro d'amore           | 19 maggio 2014    | 24 novembre 2014 |
| 8  | Something New         | Qualcosa di nuovo         | 26 maggio 2014    | 24 novembre 2014 |
| 9  | Surprises             | Sorprese                  | 30 settembre 2014 | 1º dicembre 2014 |
| 10 | Deceivers             | La sfida degli occhiolini | 30 settembre 2014 | 1º dicembre 2014 |
| 11 | No More Mr. Nice Guy  | Mai dire... bravo ragazzo | 30 settembre 2014 | 8 dicembre 2014  |
| 12 | The Lost and Hound    | Un cane per amico         | 30 settembre 2014 | 8 dicembre 2014  |
| 13 | The Imposters         | L'anima gemella           | 30 settembre 2014 | 15 dicembre 2014 |